# Eulasia vittata
Eulasia vittata es una especie de coleóptero de la familia Glaphyridae.

## Distribución geográfica
Habita en Rhodos, Bulgaria y Turquía.